# Morteza Mehrzad
Morteza Mehrzad (in persiano مرتضی مهرزاد‎; Chalus, 17 settembre 1987) è un pallavolista iraniano, considerato la terza persona più alta del mondo e l'atleta più alto in assoluto.

## Biografia
Nato nel 1987 nel Chalus, a nord dell'Iran, Morteza Mehrzad è l'uomo più alto nel suo paese. Soffre di acromegalia, malattia che lo fa crescere a dismisura. L'11 settembre 2011 la sua altezza era di 246, ma una piccola correzione per una cattiva postura porta la sua altezza a 250 cm.
La sua rapida crescita ebbe inizio nel 2003. A 16 anni, a causa di una caduta dalla bicicletta che gli causò una ferita al bacino, la gamba destra smise di crescere e rimase più corta della gamba sinistra di 15 cm. Inoltre ulteriori misurazioni dichiarano che le mani di Mehrzad misurano 27 cm. Nel 2016 partecipò alle Paralimpiadi di pallavolo vincendo la medaglia d'oro.